# 시모촌 (도야마현)
시모촌(下村)은 도야마현 중앙부에 위치했던 촌이다. 현재의 이미즈시에 해당한다.

## 역사
벼농사가 성행하는 도야마 평야의 중앙에 위치하고 있으며, 「야부사메 쌀」로 유명하다. 간토지방에도 출하되고 있으며 명품 쌀로서의 인기도 높다.시모촌의 유적은 공사중에 가모유적이 발견되어 탄화미 등이 출토되어 이미 야요이시대부터 벼농사가 행해지고 있었던 것으로 밝혀졌다. 현재의 마을은 메이지의 대합병으로 주변의 마을들이 모여 탄생하였다.
예전에는 교토 시모가모 신사의 장원으로 '쿠라가키 장' 등이 존재했으며, 그 연고가 있는 시모무라 가모 신사에서는 야마산마의 애칭으로 사랑받는 유부쿠마를 비롯하여 사계절 축제가 열려 전국에서 온 관광객도 많다.
- 1889년 4월 1일 - 정촌제 시행고 함께 이미즈군 시모촌이 성립하였다.
- 2005년 11월 1일 - 신미나토시·오시마정·코스기정·다이몬정과 합병해 이미즈시가 되어 소멸하였다.

## 교통

### 도로
- 국도 8호선
- 국도 415호선